# آرثر والتر
آرثر والتر (بالإنجليزية: Arthur Walter)‏ هو فلاح وسياسي أسترالي، ولد في 27 سبتمبر 1873، وتوفي في 22 أبريل 1951. انتخب عضو الجمعية التشريعية فيكتوريا.